# Facultad de Ciencias Jurídicas y Sociales de la Universidad de San Carlos de Guatemala
La Facultad de Ciencias Jurídicas y Sociales -también conocida como Facultad de Derecho- es una de las diez Facultades que conforman la Universidad de San Carlos de Guatemala. Fundada en 1676, es una de las facultades más antiguas de la universidad; su función es la enseñanza de las leyes y el Derecho siendo la institución más grande de Guatemala y una de las facultades más pobladas de la Universidad, con más de diecisiete mil estudiantes inscritos.

## Historia

### Fundación
La historia de la Facultad de Ciencias Jurídicas y Sociales de la Universidad de San Carlos está íntimamente ligada a la historia de esta institución de educación superior, siendo la única facultad que ha existido -o sobrevivido- desde la primera fundación de la Universidad en 1676. El presidente de la Audiencia del Reino de Guatemala autorizó el inicio de las lecturas de una universidad en la década de 1650, mientras se recibía la autorización para la construcción de un colegio para los alumnos, pues solo tenía un aula en un solar perteneciente al convento dominico donde, en teoría, debían leerse las cátedras de artes, teología y cánones. Después de varias décadas, alegatos y peticiones, el rey Carlos II expidió una real cédula, con fecha de 31 de enero de 1676, que dio licencia a la capital del Reino (situada entonces en la Antigua Guatemala) para fundar una universidad real o Estudio General, como también se les denominaba a este tipo de instituciones. Esta sería la tercera universidad real y pública de la América hispánica, y la segunda en la Nueva España (actual México). Después de un conflictivo proceso de organización, cinco años después de expedida la cédula real, la Universidad de San Carlos inició las lecciones de cinco de sus nueve cátedras, el 7 de enero de 1681, con más de sesenta estudiantes matriculados y siendo el Rector el Doctor José de Baños y Soto Mayor, arcediano de la Catedral, Predicador del Rey de España y Doctor de la Universidad de Osuna. La universidad fue inaugurada bajo el patrocinio de San Carlos Borromeo, dictando sus estatutos don Francisco Saraza y Arce, copia de los de México que, a su vez, eran adaptación de los de la Universidad de Salamanca en España. La Cátedra Prima de Leyes la dictó el Licenciado Antonio Dávila Quiñónez desde el 10 de febrero de aquella fecha. Los primeros estudiantes de Derecho al iniciarse la cátedra fueron Ignacio de Mármol, José Guillen, Antonio de Arría y Jacinto Jaime Moreno.[cita requerida]
Las primeras graduaciones de juristas ocurrieron en 1687 se dan las primeras graduaciones de Juristas, después de pasar las pruebas correspondientes y obtener el grado mayor de la Licenciatura.
La jornada nocturna data del año 1681, que fue cuando se comenzaron a impartir cursos de Cánones y Leyes.

### Traslado a la Ciudad de Guatemala
| A principios del siglo xix, como en los siglos xx y xxi, la universidad no escapaba a las huelgas de profesores o estudiantes. El historiador guatemalteco José Milla y Vidaurre en su obra Memorias de un Abogado -que describe la vida universitaria de finales del siglo xviii en Guatemala- pone en labios del protagonista de su novela esta frase: «No lejos de mi casa vivía el alquilador de caballos, sujeto muy conocido de colegiales y estudiantes, obligados a recurrir al establecimiento en cada huelga de las tres o cuatro que había en el curso del año.» |

Después de los terremotos de 1751, se renovaron muchos edificios y se construyeron numerosas estructuras nuevas en la ciudad de Santiago de los Caballeros de Guatemala, de tal modo que para 1773 daba la impresión de que la ciudad era completamente nueva. La mayoría de las casas particulares de la ciudad eran amplias y suntuosas, al punto que tanto las puertas exteriores como las de las habitaciones eran de madera labrada y las ventanas eran de finos cristales y tenían portales de madera labrada. Era frecuente encontrar en las residencias pinturas de artistas locales con marcos recubiertos de oro, nácar o carey, espejos finos, lámparas de plata, y alfombras delicadas. Y los templos católicos eran magníficos: había 26 iglesias en la ciudad, y 15 ermitas y oratorios; la catedral, era la estructura más suntuosa: tenía tres espaciosas naves, con dos órdenes de capillas a los lados, con enormes puertas de acceso que eran labradas y doradas,. Los principales edificios públicos de la ciudad no se quedaban atrás en lujo y ostentación: el Palacio de los Capitanes Generales, el Palacio Arzobispal, la Casa de Cabildo y la Casa de Moneda. Asimismo estaba la Real Universidad de San Carlos, dos seminarios de niños, un seminario de niñas, la Real aduana, ocho conventos de monjes y cinco de monjas, tres beaterios, dos hospitales, dos cárceles de varones y una de mujeres.
La Real y Pontificia Universidad de San Carlos, reconocida en todo el Reino de Guatemala por el notorio nivel académico de sus estudiantes, estaba conformada por ocho preceptores que regenteaban las cátedras en las diversas facultades y tres rectores: dos franciscanos y un dominico.
Los Terremotos de Santa Marta de 1773 destruyeron la capital del reino de Guatemala y el capitán general Martín de Mayorga decidió el traslado de la capital a un nuevo solar. Las autoridades universitarias se opusieron al traslado a una nueva ciudad, debido a que todos los bienes de la institución estaban en la antigua capital del reino, y un traslado significaría una considerable pérdida económica; el edificio de la Universidad y del Colegio Tridentino, construidos por el Dr. Juan González Batres sufrió pocos daños, los cuales se pudieron reparar. El único peligro que tenía la estructura era la pared sur de la Catedral, apenas del otro lado de la calle, y que había quedado inclinada hacia la Universidad.
No obstante, el Capitán ordenó el traslado a la capital y en 1776 la universidad empezó la enseñanza en la Nueva Guatemala de la Asunción. Los retablos, muebles e instrumentos de la catedral de Antigua Guatemala fueron removidos y almacenados en el edificio de la Universidad de San Carlos, ubicado frente a la catedral en 1783. En 1806, el presbítero Rafael José Luna, cura de San José, tuvo la idea de utilizar las ruinas de la antigua catedral como parroquia; en 1814 el cabildo eclesiástico resolvió aceptar la petición y en 1819 se iniciaron algunos trabajos de remodelación del edificio, derrumbando partes arruinadas, como los campanarios. Los trabajos se detuvieron por un tiempo, hasta que se reiniciaron en 1832. Al terminar los trabajos, la parroquia de San José se trasladó del antiguo edificio de la Universidad de San Carlos a la antigua catedral, en donde ha estado desde entonces.
Como no disponía de bienes en la nueva ciudad, la Universidad requirió de donaciones para construir un nuevo edificio, el cual quedó a medias cuando sobrevino la independencia en septiembre de 1821.
| Actos de GraduaciónEl novelista guatemalteco José Milla y Vidaurre en su obra Memorias de un Abogado describe cómo eran los exámenes y acto de graduación para obtener el título de Doctor en Derecho Civil cuando la Universidad Pontifica de San Carlos Borromeo recién se había trasladado al Valle de la Ermita: «Pude presentarme solicitando ser admitido al primer acto literario para el grado de doctor, que llamaban repetición. Elegí al Dr. Dávalos para que fuera mi padrino. El oidor se prestó con gusto y salimos juntos en su coche, a distribuir las invitaciones por toda la ciudad.El edificio de la Universidad estaba de gala. El salón de actos adornado con un cortinaje de damasco carmesí; los corredores regados con hojas de pino y en la puerta principal una marimba, que tocaron sin interrupción dos indios mientras duró la fiesta. En presencia del numeroso claustro y de la lucida concurrencia de personas particulares invitadas, pronuncié mi oración con despejo y facilidad facilidad y en seguida contesté a los argumentos que me propusieron tres doctores. Mis respuestas parecieron completamente satisfactorias y fui aprobado por unanimidad de votos. Al día siguiente me impusieron el capelo y quedé incorporado en el claustro como licenciado en derecho civil por la Universidad. Me ocupé empeñosamente en prepararme para el examen que llaman fúnebre, que como de costumbre debía efectuarse en la sala de sesiones del Cabildo Metropolitano. Salí con toda felicidad de aquel certamen literario, que no era ya un acto de fórmula como la repetición. Sujetos competentes me preguntaron durante seis horas, y me propusieron cuestiones graves de jurisprudencia civil. A las doce de la noche, un repique en la Catedral y el estallido de muchos cohetes dobles anunciaron a mis amigos y al público mi triunfo literario. Era la costumbre. Así se enaltecía a la ciencia, se le daba prestigio a los ojos del pueblo y se colocaba a los hombres de letras en un puesto eminente en la escala social. A ese resultado contribuían también las ceremonias y el aparato con que se imponía la borla a los laureados. En un elevado anfiteatro, decorado con un cortinaje de damasco carmesí, estaban las bancas destinadas al cancelario, doctores y bachilleres que formaban el claustro. En el fondo se levantaba el dosel con las armas de la Universidad, y un sillón que debía ocupar el presidente de la Audiencia y capitán general del Reino. Una numerosa orquesta situada en la nave lateral derecha, iba a hacer oír al comenzar la ceremonia. Precedidos por los maceros que abrían paso entre el gentío que llenaba la iglesia, salimos de la sala capitular en número de más de cuarenta individuos, entre doctores y licenciados universitarios. Dos bedeles llevaban en bandejas de plata las propinas y pañuelos de seda destinados a los miembros del instituto. Al final del acto, que yo había dedicado en latín a Jesucristo me ví ataviado con aquella muceta de seda encarnada, vistosamente bordada de oro; cubierta la cabeza con el bonete de terciopelo negro, sobre el cual brillaba la borla y resplandeciendo en mi mano el rubí que adornaba el anillo doctoral». —Tomado de: Milla y Vidaurre, José (1984). Memorias de un Abogado, Colección Textos Modernos'. Guatemala: Editorial Escolar Piedra Santa. |

### Tercera época: Universidad Pontificia

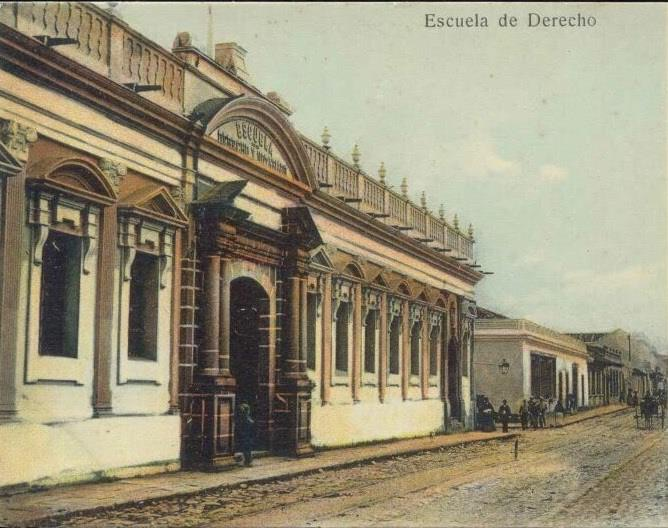
Edificio de la Escuela Facultativa de Derecho y Notario en la década de 1910.

Tras el establecimiento del Concordato de Guatemala de 1852 la universidad quedó nuevamente a cargo de la Iglesia Católica. El rector fue nuevamente el Dr. y obispo Juan José de Aycinena y Piñol, quien era también consejero del presidente Rafael Carrera.
En esos años los estudiantes de la universidad eran apenas un centenar; entre los estudiantes de jurisprudencia destacaron numerosos personajes que luego serían líderes en los países centroamericanos -por ejemplo, los hondureños Ramón Rosa y Marco Aurelio Soto y Antonio Larrazabal. En dicha institución impartían clases catedráticos de la talla del historiador y diplomático José Milla y Vidaurre y el expresidente de Colombia doctor Mariano Espina, quien había llegado desterrado a Guatemala.

### Cuarta época: Universidad Nacional

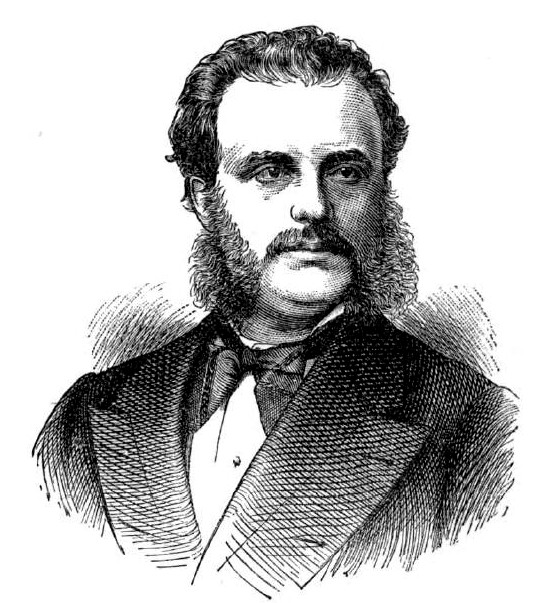
Marco Aurelio Soto

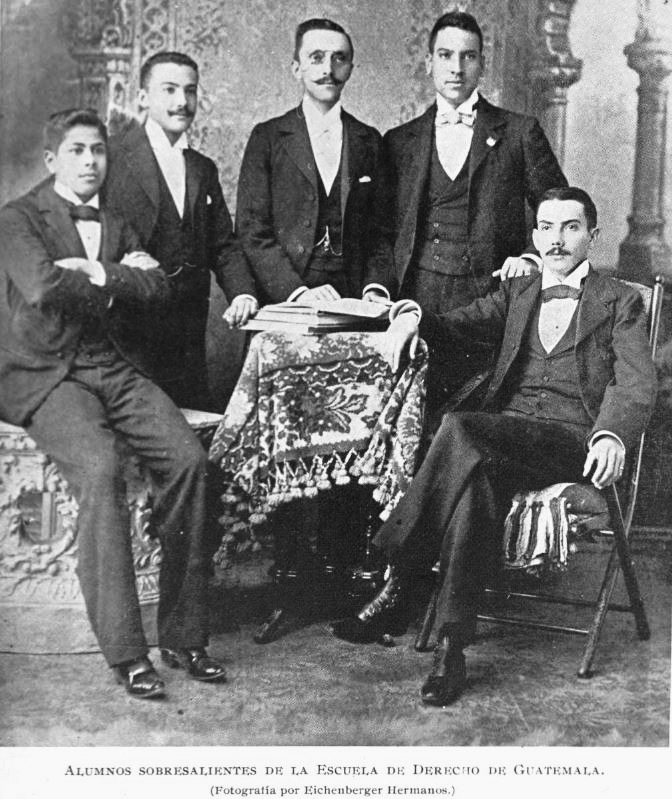
Estudiantes aventajados de la Escuela de Derecho de Guatemala en 1897. Ellos eran: Julián Cruz, Luis Dardón, Pío M. Riépele, Filadelfo Salazar y Julián Irías.

Los intelectuales liberales hondureños Ramón Rosa y Marco Aurelio Soto ocuparon la Secretaría de Educación y la de Relaciones Exteriores alternativamente en el gobierno de Justo Rufino Barrios. Durante este gobierno, estuvieron a cargo de la renovación educativa en Guatemala, utilizando los siguientes postulados liberales del gobierno de Barrios:
- Separación definitiva de la Iglesia y del Estado
- Supresión de diezmos y primicias obligatorios[Nota 3]
- Extinción de las cofradías
- Instauración del matrimonio civil
- secularización de cementerios
- Creación del registro civil
- Instauración de la enseñanza laica en todos los colegios de la república
- Instauración de la escuela primaria gratuita y obligatoria
- Reorganización de la universidad, para eliminar los cursos de teología.[19]

El pensamiento de ambos intelectuales liberales, fuertemente anticlerical, quedó reflejado en las reformas liberales en educación y religión en Guatemala, y se resume en estas líneas escritas por Rosa en 1882: «En América, en donde la instrucción popular se difunde con la celeridad de la luz, y en donde no existen, como en Europa, muy arraigados y tradicionales intereses religiosos, que dan poder y privilegios a numerosas clases sociales; en nuestra América, en donde la libertad de conciencia es ya una conquista definitiva: todas, todas las religiones positivas tienen que desaparecer, en no remoto día, con sus artificiosos y contradictorios dogmas, con sus litúrgicos aparatos teatrales, con sus sangrientas historias, con sus egoístas y mal disfrazados intereses mundanos, con sus hipócritas santidades, con sus privilegiadas y ensoberbecidas castas, y con sus execrables tiranías [...]».
El gobierno de Barrios cerró la Pontificia Universidad de San Carlos Borromeo y en su lugar instituyó la Universidad Nacional de Guatemala, la cual estaba formada por las Escuelas Facultativas de Derecho y Notariado, Medicina y Ciencias Químicas. Posteriormente fundó la Escuela Facultativa de Derecho y Notariado en 1877.
En 1878, licenciado Antonio Batres Jáuregui - joven catedrático de literatura, derecho comercial y economía política de la Facultad- dio las primeras muestras de su talento diplomático cuando se desató un conflicto entre Nicaragua y Alemania y el general Justo Rufino Barrios -entonces Presidente de Guatemala- lo envió a Nicaragua como secretario de una legación guatemalteca; cuando Batres Jáuregui llegó a Corinto ya varios buques de guerra alemanes amenazaban la ciudad. El jefe de la legación guatemalteco lo facultó para conferenciar en Corinto con el ministro alemán von Bergen y tras su conversación se saldó amigablemente el asunto; del gobierno nicaragüense recibió una felicitación muy expresiva y del gobierno alemán una condecoración de la Corona Real de Prusia.
En 1897, la Ilustración Guatemalteca, revista cultural del gobierno de José María Reyna Barrios, publicó un artículo sobre los estudiantes distinguidos de los cinco cursos de la carrera de Derecho en la Facultad del Centro. Los estudiantes -todos ellos graduados del Instituto Nacional Central para Varones exceptuando Julián Irías quien era oriundo de Nueva Segovia, Nicaragua- se distinguieron en Derecho Constitucional, Derecho Internacional, Oratoria Forense, Literatura Española y Americana y en Filosofía de la Historia.

### La Universidad durante el gobierno de Manuel Estrada Cabrera
El presidente Estrada Cabrera estudió en la Escuela Facultativa de Derecho de Occidente; Al año siguiente de iniciar el gobierno, el estudiante nicaragüense Salvador Mendieta, quien ya había sido expulsado del Instituto Nacional Central para Varones por el recién fallecido general José María Reyna Barrios por haber fundado una asociación que pretendía iniciar un movimiento en contra del director del instituto, fundó el 18 de junio de 1899 junto con otros compañeros la sociedad estudiantil «El Derecho», en la que participó un grupo de estudiantes de leyes, ingeniería y medicina y que tenía tendencias unionistas. La sociedad se dio a conocer públicamente el 15 de septiembre de 1899 cuando algunos miembros fueron invitados por el alcalde de la Ciudad de Guatemala a participar en los actos de la celebración de la independencia de Centroamérica, que se efectuaron en la Facultad de Derecho en 9a. avenida. 
Los objetivos de la sociedad eran una serie de aspiraciones para el cambio social:
- reunir a los estudiantes universitarios del istmo en torno al ideal de la unión centroamericana
- estrechar los vínculos sociales y fomentar intercambio académico
- promover la fundación de sociedades estudiantiles similares a la establecida en Guatemala
- organizar a los estudiantes para entablar la lucha de los que piensan contra los que oprimen.[28]

La asociación el «El Derecho», por las graves denuncias de abuso de poder y las protestas contra el presidente, licenciado Manuel Estrada Cabrera, fue cerrada con apenas un año de existencia; Estrada Cabrera encarceló y luego expulsó a Mendieta por promover estas actividades que amenazaban a su régimen.

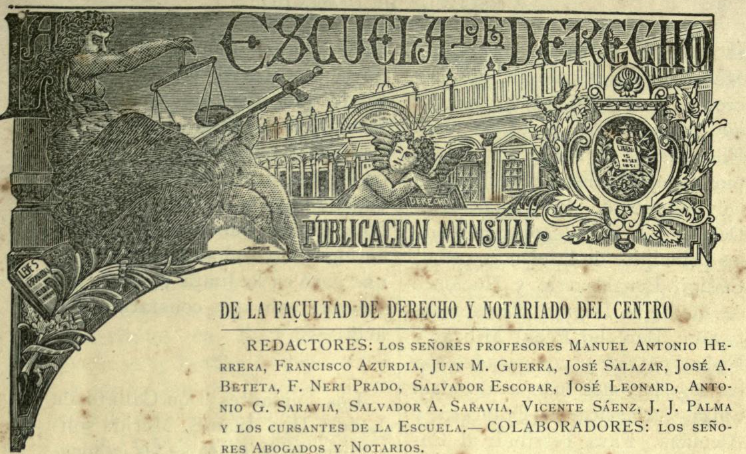
Logo de La Escuela de Derecho, revista científica publicada por la Facultad de Derecho y Notariado en la década de 1890.

En abril de 1899 la Asamblea Legislativa envió al presidente licenciado Manuel Estrada Cabrera (quien obtuvo su título de abogado de la Escuela de Derecho y Notariado de Occidente en 1881) un decreto declarando la autonomía de la Universidad para elegir a sus autoridades; Estrada Cabrera respondió a la Asamblea que dicho decreto no procedía porque «no cabía la autonomía de las Facultades ya que el Estado proveía a su sostenimiento y manejo en todo sentido [...] por lo que eran dependencias oficiales del gobierno [...]» Así entonces, las Facultades de la Universidad dependían del Ejecutivo completamente y el Secretario de Instrucción Pública incluía a las escuelas facultativas de educación superior en su reporte anual a la Asamblea Nacional Legislativa, y también recomendaba al presidente de la república el listado de los docentes de las mismas. Era potestad del presidente la designación final de los profesores.

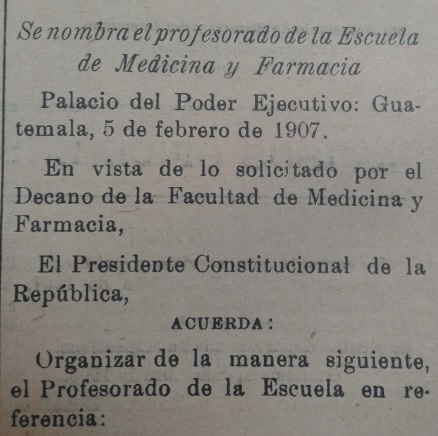
Copia de un decreto aparecido en El Guatemalteco, diario oficial de la República de Guatemala en 1907, que muestra que los profesores de la Universidad Nacional eran designados por el Presidente de la República.

Para 1907, las Escuelas Facultativas de Derecho y Notariado contaba con únicamente 70 estudiantes, la mayoría de la élite de la sociedad guatemalteca.
En 1918, durante el gobierno del licenciado Manuel Estrada Cabrera se creó la «Universidad de Guatemala», que pasó a llamarse «Universidad Estrada Cabrera», por decreto legislativo del 2 de mayo de 1918. Los trámites de creación de la Universidad fueron hechos por Francisco Gálvez Portocarrero, amigo personal del presidente, quien tras un viaje a Perú, Argentina y Chile con motivo de realizarse un congreso de estudiantes, germinó la idea de crear una Universidad como las sudamericanas en Guatemala. A su regreso al país, Gálvez -que también era diputado de la Asamblea Nacional de Guatemala- trajo consigo una biblioteca sobre el tema universitario e influyó en el gobernante y en los miembros de la Asamblea para la creación de la «Universidad de Guatemala».

### Gobierno de Carlos Herrera (1920-1921)
La Universidad de Guatemala «Estrada Cabrera», fue disuelta tras el derrocamiento del presidente en abril de 1920; pero una de las primeras medidas del gobierno de Carlos Herrera y Luna (sustituto de Estrada Cabrera designado por la Asamblea Nacional Legislativa) fue la de designar autoridades y profesores para las Facultades de estudios superiores. He aquí ejemplos de los decretos:
| Nombramiento de catedráticos |
| --- |
| \| Organismo Ejecutivo Ministerio de Instrucción Pública Se nombran unos catedráticos para la Facultad de Derecho, Notariado y Ciencias Políticas y Sociales Palacio del Poder Ejecutivo: Guatemala, 19 de mayo de 1,920. El Presidente Constitucional de la República ACUERDA: Hacer para la Facultad de Derecho, Notariado y Ciencias Políticas y Sociales los siguientes nombramientos: Profesor de Derecho Administrativo, Lic. don Bernardo Alvarado T.; Catedrático de Economía Política, Lic. don Rafael Ordóñez Solís; y Profesor de Procedimientos 2o. Curso, Lic. don Carlos Castellanos. Los nombrados devengarán el sueldo de ley. Comuníquese. HERRERA El Secretario de Estado en el Despacho de Instrucción Pública, Alberto Mencos. —Tomado de: «Decretos del Organismo Ejecutivo». El Guatemalteco, Diario Oficial de la República de Guatemala - América Central. 30 de mayo de 1920.[35] \| |
| Organismo Ejecutivo Ministerio de Instrucción Pública Se nombran unos catedráticos para la Facultad de Derecho, Notariado y Ciencias Políticas y Sociales Palacio del Poder Ejecutivo: Guatemala, 19 de mayo de 1,920. El Presidente Constitucional de la República ACUERDA: Hacer para la Facultad de Derecho, Notariado y Ciencias Políticas y Sociales los siguientes nombramientos: Profesor de Derecho Administrativo, Lic. don Bernardo Alvarado T.; Catedrático de Economía Política, Lic. don Rafael Ordóñez Solís; y Profesor de Procedimientos 2o. Curso, Lic. don Carlos Castellanos. Los nombrados devengarán el sueldo de ley. Comuníquese. HERRERA El Secretario de Estado en el Despacho de Instrucción Pública, Alberto Mencos. —Tomado de: «Decretos del Organismo Ejecutivo». El Guatemalteco, Diario Oficial de la República de Guatemala - América Central. 30 de mayo de 1920.           |

De esta cuenta, las Facultades que quedaron constituidas por decretos similares a partir de 1,920 fueron:
- Facultad de Ciencias Naturales y Farmacia
- Facultad de Derecho, Notariado y Ciencias Políticas y Sociales
- Facultad de Ciencias Médicas
- Facultad de Ingeniería.

```
Reconocimiento a la labor de la Universidad durante la caída de Cabrera:
```

El gobierno de Carlos Herrera y Luna, en reconocimiento a la colaboración que los estudiantes universitarios prestaron al Movimiento Unionista, devolvió a las Facultades Superiores la autonomía para la elección de autoridades de acuerdo al siguiente decreto (aunque no la autonomía absoluta):

| Decreto No. 1,031 La Asamblea Legislativa de la República de Guatemala DECRETA: Artículo 1o.- Se deroga el Decreto Legislativo No. 193, emitido el 21 de marzo de 1893, y en consecuencia, quedan en vigor las disposiciones de la Ley de Instrucción Pública, modificadas por el mencionado Decreto. Artículo 2o.- Las elecciones de los miembros de las Juntas Directivas de las diversas Facultades Profesionales, tendrán lugar el presente año en el corriente mes de mayo, y los electos tomarán posesión de sus cargos inmediatamente; pero el período de dos años de su ejercicio se contará desde el mes de enero próximo entrante. Pase al Ejecutivo para su publicación y cumplimiento. Dado en el Palacio del Poder Legislativo: en Guatemala, el cuatro de mayo de mil novecientos veinte. Arturo Ubico Presidente de la Asamblea Adrián Recinos Secretario —Tomado de: «Decretos del Organismo Legislativo». El Guatemalteco, Diario Oficial de la República de Guatemala - América Central. 10 de mayo de 1920. |

| Por reconocimiento a las contribuciones de los universitarios al derrocamiento de Estrada Cabrera, el gobierno otorgó un espacio para que los Estudiantes Universitarios pudieran celebrar reuniones de toda índole: Organismo Ejecutivo Ministerio de Instrucción Pública Se concede a los Estudiantes Universitarios el uso gratuito del edificio de la Escuela "Manuel Cabral." Palacio del Poder Ejecutivo: Guatemala, 23 de abril de 1920. El Presidente Constitucional de la República. En el deseo de prestar apoyo a los jóvenes Estudiantes Universitarios y con el propósito de que tengan un local adecuado para celebrar sus reuniones y editar sus periódicos científicos, ACUERDA: Concederles gratuitamente el uso del edificio que ocupa actualmente la Escuela Nacional de Niñas "Manuel Cabral" situado en la 10a. Calle Oriente, contiguo a Capuchinas. Comuníquese. HERRERA El Secretario de Estado en el Despacho de Instrucción Pública Manuel Arroyo —Tomado de: «Decretos del Organismo Ejecutivo». El Guatemalteco, Diario Oficial de la República de Guatemala - América Central. 25 de abril de 1920. |

No es de sorprender que de esta época daten la Asociación de Estudiantes Universitarios y el resurgimiento de la Asociación de Estudiantes «El Derecho», que había sido cerrada por Estrada Cabrera en 1899.

### Régimen del general Ubico Castañeda
El 18 de septiembre de 1934 fueron ejecutados dentro de la Penitenciaría Central Efraín Aguilar Fuentes, Juventino Sánchez y Humberto Molina Santiago —quien había intentado formar un partido político en Quetzaltenango para apoyar la candidatura del general Anzueto Valencia para las elecciones presidenciales—, Rafael Estrada Guilles y el coronel Luis Ortiz Guzmán; todos habían sido acusados de planear un complot para asesinar al presidente Ubico Castañeda.  La campaña de persecución incluyó a varios ciudadanos quezaltecos, y de los fusilados, varios eran estudiantes y profesionales vinculados a la antigua Escuela Facultativa de Derecho de Occidente, la cual fue cerrada por orden de Ubico. Con motivo de las persecuciones, se produjo una fuerte emigración de familias quezaltecas hacia la Ciudad de Guatemala y México, pues el jefe político de Quetzaltenango, Enríquez Barrios —quien era cuñado del general Anzueto Valencia— fue implacable.

### Quinta época: Universidad de San Carlos y autonomía universitaria
En noviembre de 1944, la Junta Revolucionaria de Gobierno que se instauró luego del derrocamiento de Federico Ponce Vaides el 20 de octubre de 1944, otorgó la autonomía a la Universidad Nacional y esta es rebautizada con el nombre de Universidad de San Carlos de Guatemala; asimismo, se abrieron las puertas de la universidad a todos los miembros de la sociedad guatemalteca y ya no solo a las élites, y se autorizó el ingreso de las mujeres a las aulas. Por otra parte, se crearon las Facultades de Humanidades, Ciencias Económicas y Agronomía, para realizar estudios sobre la realidad social e histórica del país y para brindar la oportunidad de que no solo los bachilleres del Instituto Nacional Central para Varones cursaran estudios superiores.
Por otra parte, la mayoría de los estudiantes simpatizaba con «la Revolución»: el gobierno de Juan José Arévalo contaba entre sus más relevantes colaboradores a estudiantes de los últimos años de la Facultad de Derecho, y tenía una gran presencia, mucho más en los claustros que en las clases. Subsecretarios de Estado, diputados al Congreso de la República, directores generales, asesores, así como dirigentes de los nuevos partidos políticos llegaban con frecuencia a la Facultad. Los cursos informales de reflexión y práctica política universitaria se tomaban en las sesiones ordinarias y extraordinarias de la Asociación de Estudiantes El Derecho (AED). En la AED aprendían a mocionar, argumentar, e impugnar, así como a respetar las decisiones de la mayoría, en un clima que entremezclaba momentos de seriedad con bromas.
A principios de 1945 el entonces estudiante de los últimos años de Derecho, Jesús Guerra Morales, secundado por Francisco Luna, presentaron ante la asamblea general de la AED la moción de reanudar la celebración de la Huelga de Dolores, silenciada durante la larga dictadura de Jorge Ubico. Una respuesta jubilosa dio paso a una etapa más en la vida azarosa de la chusca y controvertida festividad estudiantil. El entusiasmo se contagió a los estudiantes de medicina y a los de las otras Facultades con menor intensidad. De ahí se constituyó el Comité de Huelga y se trató de llenar el esquema general de la festividad trazando a partir de 1898: la publicación del No Nos Tientes y la realización del «Desfile Bufo», con el objeto de combinar la sátira escrita con la escenificación ambulante de situaciones embarazosas para los políticos de turno.

### El caso Nottebohm y el decano de la Facultad de Derecho

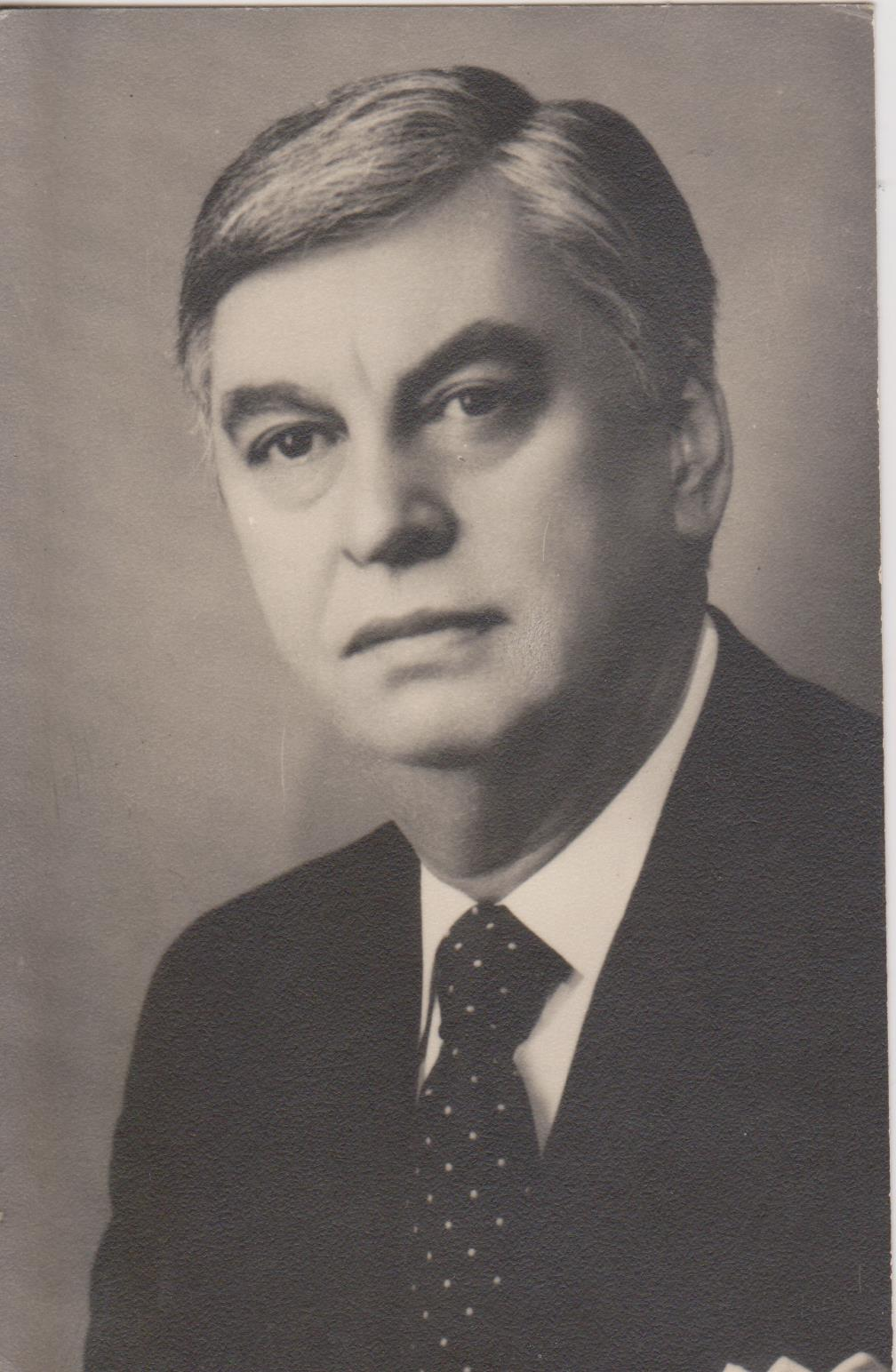
Doctor Adolfo Molina Orantes, decano de la Facultad de Derecho y asesor jurídico de la comisión guatemalteca ante la Corte Internacional de Justicia.

Entre 1951 y 1955, el decano de la Facultad de Derecho, el licenciado Adolfo Molina Orantes, fungió como asesor legal de la delegación de Guatemala ante la Corte Internacional de Justicia de La Haya en contra del principado de Liechtenstein y su ciudadano Friedrich Nottebohm en lo que se conoció como el Caso Nottebohm. En 1943, debido a que Guatemala se había declarado en guerra con Alemania, Friedrich Nottebohm fue arrestado por su condición de alemán y fue deportado a Estados Unidos, donde quedó internado por su calidad de "ciudadano de país enemigo" conforme a los propios registros guatemaltecos. Al ser liberado en EE. UU. en 1946, Friedrich Nottebohm trató de regresar a Guatemala, siéndole negada la entrada. En 1949 sus bienes situados en territorio guatemalteco fueron confiscados y Liechtenstein inició en 1951 un proceso ante la Corte Internacional de Justicia de La Haya contra Guatemala, reclamando reparaciones y compensaciones en favor de su ciudadano Friedrich Nottebohm. En este caso se planteaba un primer tema relevante en cuanto a la admisibilidad de la demanda; la cuestión era saber si Liechtenstein (el Estado donde Nottebohm se había naturalizado en octubre de 1939) podía protegerlo con respecto a Guatemala, país que presuntamente le había ocasionado el agravio mediante la confiscación de su patrimonio. La Corte decidió en fallo del 6 de abril de 1955 que no había lugar a la admisibilidad de la demanda; y que por tanto Guatemala no estaba obligada a reconocer la nacionalidad de Liechtenstein adquirida por Nottebohm para los efectos de la protección diplomática. La Corte concluyó que la naturalización de octubre de 1939 fue solicitada por Nottebohm con el único propósito de obtener un reconocimiento legal por parte de Liechtenstein a su favor, a fin de que se sustituyera su estatus de nacional de un Estado beligerante (Alemania) por el estatus de un Estado neutral (Liechtenstein), y por ello ninguna intención podía advertirse en Nottebohm en quedar ligado a las tradiciones, intereses, modo de vida o al ejercicio de derechos y obligaciones con respecto a Liechtenstein. Debido a este motivo la Corte decidió que Guatemala conservaba el derecho de rechazar la validez de la naturalización de octubre de 1939 y el Principado de Liechtenstein carecía de derecho para reclamar reparaciones en favor de Nottebohm.
Esta decisión resultó relevante en el Derecho internacional respecto de los criterios que rigen el reconocimiento de la nacionalidad efectiva de una persona. Por su parte, el licenciado Adolfo Molina Orantes fue reconocido como un experto en cuestiones legales a nivel internacional y nombrado consultor permanente en la corte internacional, trascendiendo su prestigio como jurista los límites nacionales.

### Guerra Civil de Guatemala
La Facultad de Derecho fue una de las más castigadas de la Universidad durante la Guerra Civil de la segunda mitad del siglo xx con varios sucesos que diezmaron no solo su población estudiantil sino a sus catedráticos.

#### Caso EXMIBAL
Durante el gobierno de Julio César Méndez Montenegro se discutió la posibilidad de ceder las minas de níquel en Izabal pero esto no prosperón. Tan pronto como el general Carlos Arana Osorio inició su gestión el 1.º de julio de 1970, reabrió el caso de EXMIBAL y empezó a trabajar para cederle la concesión; pero numerosos sectores sociales se opusieron a la misma, ya que argumentaban que resultaría muy onerosa para el país. Uno de los principales opositores fue la Comisión que la Universidad de San Carlos creó para analizar el asunto; entre los miembros de la comisión estaba el licenciado Oscar Adolfo Mijangos López, para entonces diputado en el Congreso, el respetado intelectual guatemalteco y Alfonso Bauer Paiz, reconocido intelectual y exmiembro de los gobiernos de Juan José Arévalo Bermejo y de Jacobo Árbenz Guzmán, y Julio Camey Herrera. Camey Herrera y Bauer Paiz fueron atacados a tiros en noviembre de 1970: Camey murió a consecuencia de sus heridad, y Bauer Paz, herido, tuvo que salir al exilio.
Los miembros de la comisión se opusieron rotundamente a las condiciones de la concesión que propuso el Gobierno a EXMIBAL; luego del atentado contro Bauer Paiz y Camey, el 13 de febrero de 1971 Mijangos López fue asesinado por desconocidos cuando salía de su oficina en la 4.a avenida de la zona 1 de la Ciudad de Guatemala.
El 8 de mayo de 1971 el gobierno de Arana Osorio finalmente otorgó la concesión a EXMIBAL; esta cubría 385 kilómetros cuadrados en el área de El Estor, con una inversión inicial de US$228 millones. La mina, construida en las montañas de los indígenas Q'eqchi incluía un complejo residencial de 700 casas, numerosas oficinas, un hospital, un pequeño centro comercial, escuela, una cancha de golf y un gran área de procesamiento industrial.

#### Asesinato de Mario López Larrave
Durante el gobierno de Laugerud García la represión que Arana Osorio había efectuado sobre los sindicatos guatemaltecos se redujo considerablemente, y éstos empezaron a reorganizarse. En marzo de 1976, se formó el Comité Nacional de Unidad Sindical (CNUS), y uno de los principales asesores de la incipiente entidad fue el licenciado Mario López Larrave, exdecano de la Facultad de Derecho de la Universidad de San Carlos de Guatemala, miembro del Consejo Superior Universitario, en representación de Colegio de Abogados y Notarios de Guatemala y colaborador en la formación de numerosos sindicatos, siempre amparado en la Constitución de la República y en el Código de Trabajo. López Larrave fue asesinado el 8 de junio de 1977, cuando salía de su oficina; su sepelio fue la primera manifestación masiva de repudio al terror en Guatemala. Irónicamente, tras la muerte de López Larrave, se produjo la huelga del Ingenio Panteleón, que modificó para siempre la historia sindical de la Costa Sur de Guatemala.

#### Quema de la embajada de España
| Documental fílmico Ni uno vivo Guatemala 31 de enero de 1980: \| Secciones \| Descripción \| \| ----------------------------------------------------------- \| -------------------------------------------------------------------------------------------------------------------------------------------------------------------------------------------------------------------------- \| \| Ni uno vivo: Tragedia en la Embajada de España en Guatemala \| Documental sobre los hechos acontecidos el 31 de enero de 1980 en la Embajada de España en Guatemala. Presenta entrevistas con los principales participantes, entre sobrevivientes y periodistas que cubrieron los hechos. \| | |
| Secciones | Descripción |
| Ni uno vivo: Tragedia en la Embajada de España en Guatemala | Documental sobre los hechos acontecidos el 31 de enero de 1980 en la Embajada de España en Guatemala. Presenta entrevistas con los principales participantes, entre sobrevivientes y periodistas que cubrieron los hechos. |

La tragedia de la Embajada de España en Guatemala que ocurrió el 31 de enero de 1980 estuvo estrechamente ligada con la Facultad de Derecho de la Universidad, ya que cerca del mediodía del jueves 31 de enero se reunieron en la sede diplomática española tres de los más representativos graduados de esta Facultad -el exvicepresidente de Guatemala Eduardo Cáceres Lehnhoff, el excanciller y miembro de la Corte Internacional de Justicia de La Haya Adolfo Molina Orantes y el jurista Mario Aguirre Godoy- con el embajador español de ese entonces, Máximo Cajal López. Los exfuncionarios y el jurista visitaban al embajador en el marco de una celebración próxima del Instituto de Cultura Hispánica, cuando irrumpieron aproximadamente 30 campesinos del Quiché acompañados de líderes universitarios y guerrilleros, quienes anunciaron que ocuparían la sede diplomática para solicitar la intervención de esta en los sucesos que ocurrían en el noroccidente del país. Según el gobierno guatemalteco de entonces, el embajador Cajal habría convocado la reunión con los guatemaltecos para aprovechar su presencia en la embajada al momento de que el grupo campesino ocupara las instalaciones, de manera que las autoridades respetarían el derecho internacional y la integridad de la sede diplomática.
Las fuerzas de seguridad se presentaron y rápidamente irrumpieron en las instalaciones. Forzaron a los ocupantes y a los rehenes a refugiarse en una habitación que se encontraba en el segundo nivel del edificio ocupado entonces por la embajada española. Tras un intenso asedio se inició el incendio. El origen de este es fuente de discusiones: por un lado, los representantes de la izquierda guatemalteca indican que fue provocado por lanzallamas y por el uso de fósforo blanco, mientras que el gobierno guatemalteco de entonces enfatizó que los ocupantes de la embajada se inmolaron con las bombas molotov que llevaban.
La prensa española publicó fotografías de un policía con un lanzallamas, además de las pruebas testimoniales y periciales que confirmarían que varias víctimas habían sido baleadas. Incluso, según la testigo presencial Odette Arzú, adscrita a la Cruz Roja Guatemalteca, la mayoría de las víctimas estaban quemadas sospechosamente solo de la cintura hacia arriba.
Sin embargo, todas las versiones concuerdan en que los cuerpos de socorro tuvieron vedado el ingreso al edificio para sofocar el incendio hasta que este prácticamente se apagó por sí solo.
Aún después del juicio realizado entre 2014 y 2015, y en el que se responsabilizó a las fuerzas estatales de entonces por el incendio de las instalaciones, no quedó claro por qué estaban los tres renombrados abogados reunidos con el embajador Cajal en el justo momento en que se realizó la toma de la embajada y si esto estuvo relacionado con la visita que hiciera el embajador Cajal a las poblaciones en el departamento de Quiché pocos meses antes de esa reunión.

#### Guerrilla y represión contra la universidad
Las reformas que transformaron la Facultad de Derecho y Notariado a la Facultad de Ciencias Jurídicas y Sociales durante las rectorías de Edmundo Vásquez Martínez, Rafael Cuevas del Cid, y Roberto Valdeavellano Pinot, de 1966 a 1978, resultaron en un incremento en el número de estudiantes: la matrícula estudiantil aumentó de ocho mil estudiantes ingresados a más de treinta y cuatro mil estudiantes en toda la universidad. Cuevas y Valdeavellano tuvieron un fuerte apoyo del ala intelectual del partido comunista, el proscrito Partido Guatemalteco del Trabajo (PGT). 
La apertura tuvo sus costos: la posición de estudiantes y profesores había pasado de la simpatía a una decidida participación en organizaciones guerrilleras y esto tuvo como resultado cierto deterioro de la calidad académica e incluso antes de que iniciara la represión por parte del estado.
En 1976 surgió el grupo estudiantil FRENTE en la Universidad de San Carlos, que ganó todos los puestos de elección estudiantiles; sus dirigentes eran en su mayoría miembros de la Juventud Patriótica del Trabajo (JPT), el ala juvenil del Partido Guatemalteco del Trabajo (PGT), el partido comunista guatemalteco que había funcionado en la clandestinidad desde 1954. A diferencia de otras organizaciones de tendencias marxista en Guatemala en ese tiempo, los dirigentes de FRENTE -y de una fracción del PGT en ese momento- confiaban en el movimiento de masas para alcanzar el poder por la vía electoral.
FRENTE, aliado a los catedráticos de la izquierda agrupados en Vanguardia Universitaria, ganó la secretaría general de la AEU con el estudiante de Ciencias Económicas Oliverio Castañeda de León y la rectoría de la universidad con el economista de izquierda Saúl Osorio Paz; además de que sindicalistas relacionados al PGT y FRENTE tomaron la dirigencia del Sindicato de Trabajadores de la Universidad (STUSC). En 1978 la Universidad de San Carlos se convirtió en uno de los sectores de más peso político en Guatemala; ese año el movimiento estudiantil, el profesorado y el Consejo Superior Universitario se unieron en contra del gobierno y en favor de una apertura de espacios para los sectores más necesitados del país. Con el fin de ampliar su extensión universitaria, la Asociación de Estudiantes Universitarios (AEU) rehabilitó la «Casa del Estudiante» en el centro de la Ciudad de Guatemala y Facultad de Derecho abrió nuevamente su bufure popular.
Por unos meses, la universidad estatal fue una universidad unida y progresista, preparándose para confrontar al Estado y el Consejo Superior Universitario se convirtió en un importante defensor de las luchas del pueblo. Ahora bien, FRENTE tenía que enfrentarse con la izquierda radical, representada en ese entonces por el Frente Estudiantil Revolucionario "Robin García" (FERG); el FERG coordinó a varios grupos estudiantiles en las diferentes facultades de la Universidad de San Carlos y en los institutos públicos de educación media del Estado. Esta coordinación entre grupos legales provenía del Ejército Guerrillero de los Pobres (EGP), grupo guerrillero que había aparecido a la luz pública en 1972 y que tenía su centro de operaciones en la región petrolera del norte del departamento de Quiché -es decir, el Triángulo Ixil de Ixcán, Nebaj y Chajul en la Franja Transversal del Norte. Aunque no fue propiamente un grupo armado, el FERG buscaba la confrontación con el Estado; a sus miembros no les interesaba trabajar dentro de un marco institucional y nunca pidieron permiso para sus manifestaciones o acciones.
El 7 de marzo de 1978 fue elegido Presidente de la República el general Fernando Romeo Lucas García, quien había sido Ministro de la Defensa y director de la Franja Transversal del Norte durante el gobierno de Kjell Eugenio Laugerud García. En julio, Lucas García asumió la Presidencia y luego liberó los precios de la canasta básica, lo que de inmediato le ganó el rechazo popular. Luego, un aumento a la tarifa del transporte urbano y la huelga de los pilotos del servicio urbano colmó la paciencia de los ciudadanos y el rechazo al Presidente llegó al máximo. El 4 de agosto se realizó la primera gran manifestación durante el período de Lucas García. Universitarios y estudiantes de nivel medio acompañaron a los demás sectores del movimiento popular en la conmemoración del primer aniversario de las muertes de Robin García y Aníbal Caballeros. El Ministro de Gobernación, Donaldo Álvarez Ruiz, declaró que si no existía permiso gubernamental, cualquier manifestación sería reprimida; de esa cuenta, al inicio de la marcha, el equipo antimotines de la Policía Nacional rodeó a los manifestantes y les lanzó bombas lacrimógenas, por lo que los estudiantes se vieron forzados a refugiarse en el Paraninfo Universitario. La Masacre de Panzós y la represión de las protestas urbanas llevó a los dirigentes universitarios de FRENTE a asumir una actitud más beligerante, con el apoyo urbano al FERG y otros grupos aliados al Ejército Guerrillero de los Pobres.
A pesar de la gran movilización popular, a finales de septiembre de 1978 el Consejo Municipal de la ciudad de Guatemala aprobó un alza en la tarifa del transporte urbano de cinco a diez centavos, para "motivar" a las empresas a aumentar el salario de sus empleados y así solucionar el conflicto laboral. El viernes 30 de septiembre, día que la nueva tarifa entró en vigencia, jóvenes de diversos barrios populares reanudaron su protesta al construir barricadas en las principales calles en sitios importantes en las jornadas de marzo de 1962. El fin de semana siguiente, se declaró una huelga general y los empleados estatales paralizaron sus labores y ocuparon sus lugares de trabajo, mientras que los institutos de nivel medio y sus alrededores fueron controlados por estudiantes que se enfrentaron a la policía. El descontento popular era tan grande que la manifestación pronto cobró tal fuerza que a los dirigentes les era difícil controlarla. Las protestas finalizaron hasta que se alcanzó el objetivo más importante: el viernes 7 de octubre el Consejo Municipal restauró la tarifa de cinco centavos.
El gobierno de Lucas García estaba en crisis; en Nicaragua el movimiento urbano estaba uniéndose con el Frente Sandinista de Liberación Nacional. El gobierno podía ver la inminente posibilidad que los rebeldes guatemaltecos también aprovecharan la movilización popular en la ciudad. Entonces decidió utilizar el terror estatal para fin la articulación de los rebeldes; a partir de octubre de 1978 el Estado y la extrema derecha señalaron a los líderes estudiantiles e intelectuales de la Universidad de San Carlos como los posibles líderes políticos de la oposición.
Entonces empezaron los ataques de los escuadrones de la muerte:
- Pocos días después del fin de las protestas, el profesor universitario y dirigente de la Democracia Cristiana René de León Schlotter sufrió un atentado a tiros en el que resultó muerto su chofer.
- El martes 17 de octubre, Santiago López Aguilar, director de la Escuela de Orientación Sindical, sobrevivió un atentado.
- El 18 de octubre, el Ejército Secreto Anticomunista (ESA), un grupo terrorista, publicó una lista negra en la cual amenazó de muerte a treinta y ocho personajes clave del movimiento popular. Entre ellos estaban varios universitarios, incluyendo Osorio Paz, varios decanos de la universidad y el secretario general de la AEU, Oliverio Castañeda de León.[64]
- A pesar de las constantes amenazas en su contra, el viernes 20 de octubre de 1978, Castañeda de León se presentó en el Parque Centenario para dar el discurso de la AEU en ocasión del aniversario de la Revolución de octubre de 1944 y señaló al Ministro de Gobernación, Donaldo Álvarez Ruiz, como responsable de la oleada de terror. Castañeda de León fue asesinado poco después, cuando caminaba sobre la 6a. avenida hacia la cervecería "El Portal".[65]

En los siguientes 18 meses recibieron amenazas casi todos los dirigentes estudiantiles y profesores universitarios con vinculaciones políticas (incluso con los partidos legales). Para quienes no hicieron caso y continuaron con sus actividades de protesta, el terrorismo del Estado les destinó a los escuadrones de la muerte. Para poner en perspectiva esta situación, debe indicarse que entre 1954 y 1979 fueron asesinados en total ocho profesores, mientras que solo en 1980 fueron asesinados treinta y cinco catedráticos y ochenta y cinco estudiantes.
Al iniciarse el año 1979, siguen los ataques a prestigiosos miembros de la Universidad. El 22 de marzo fue muerto el exalcalde de la capital, y egresado de la Facultad de Derecho, Manuel Colom Argueta, en un operativo en que sus asesinos supuestamente emplearon un helicóptero para dirigir la operación
Decenas de profesores y estudiantes salieron al exilio y por años no hubo un término de mandato ni en la rectoría ni en la Facultad de Derecho. Después de aumentar la matrícula por lustros, en 1980 se inscribieron en la facultad cinco mil doscientas personas, y dos años después la cifra había disminuido a cuatro mil cien. Puestos de catedráticos quedaron vacantes y muchos fueron tomados por estudiantes y por auxiliares; pocos querían ser el próximo blanco de los escuadrones de la muerte y la calidad educativa se desmoronó.

### Constitución de 1985: Elección de Magistrados
Tras la eliminación física y exilio forzoso de la mayor parte de los catedráticos, la estabilidad de la Facultad de Derecho luego de la Guerra Civil llegó con la decanatura de Cipriano Soto Tobar, quien inició su gestión en 1988. Soto Tobar dio un significativo giro al camino de la facultad, estableciendo redes políticas para favorecer a los grupos políticos de presión aprovechando el nuevo papel que la Constitución le asignó a la Universidad de San Carlos: con la nueva Constitución de Guatemala, decretada en 1985, la Facultad de Derecho y la Universidad de San Carlos fueron encomendadas con la tarea de participar con representantes en los procesos de elección de los magistrados de las más altas cortes del país, así como del contralor general de Cuentas,, y el jefe del Ministerio Público, Asimismo, a la universidad se le asignó la potestad de comisinar a un Magistrado ante la Corte de Constitucionalidad, que es la corte encomendada a conocer de asuntos de inconstitucionalidad.
Estas redes tuvieron toda la década de los noventa para afianzarse y tejer relaciones con las instituciones y espacios con que se relacionaban como universidad. Tras dejar la decanatura, el Consejo Superior Universitario postuló a Soto para la Corte de Constitucionalidad, a pesar de que existían persistentes rumores de que estaba vendiendo título de licenciaturas y certificados de servidores sociales durante su gestión; sin embargo, su candidatura fue aceptada pues no se pudo probar su participación en esos hechos ya que nadie presentó pruebas fehacientes -y mucho menos título mal habidos. Dos de sus actuaciones en la Corte de Constitucionalidad evidenciaron posibles componendas políticas: votó a favor de validar las redes de adopciones y luego a favor de la inscripción como candidato presidencial del general Efraín Ríos Montt, a pesar de la prohibición de la Constitución de 1985, que no le permitía inscribirse por haber formado parte de un golpe de Estado. Por esos años, las redes de adopciones que operaban en Guatemala llegaron a cobrar hasta US$60,000 por niño y pasaron de entregar mil doscientos niños en 1997 a más de cuatromil en 2004.
Estuardo Gálvez -quien inició su gestión como Decano en 2000, y luego fue Rector Magnífico de la Universidad- fue uno de los miembros de las redes que estableció Soto; al darse cuenta de la importancia del Colegio de Abogados, -que era también partícipe de las elecciones de Magistrados y que hasta entonces estaba controlado por abogados vinculados al capital tradicional del país- Gálvez buscó desde el inicio de su gestión en la decanatura favorecer a sus estudiantes graduados con puestos en instituciones públicas para que éstos pagaran su lealtad con votos favorables en el Colegio de Abogados. Tras varias elecciones, y con Gálvez fuera de la decanatura, la red de Soto venció a los abogados del capital tradicional en las elecciones del Colegio de Abogados por 300 votos; según consta en actas, la mayoría de sus votos fueron los abogados jóvenes, sus ex estudiantes.

### sigloXXI: decadencia
Tras los acuerdos de paz de 1996, muchos de los cursos con contenido humanista fueron suprimidos o reformados, catedráticos críticos fueron desplazados o despedidos, y los herederos de la estructura se afianzaron en sus posiciones y continuaron con el control; del 2001 al 2010 se inscribió la misma cantidad de estudiantes anualmente -dieciocho mil- pero en esa misma cantidad de tiempo las graduaciones pasaron de doscientos cuarenta y una en 2001 hasta mil diecinueve en 2010. Y la calidad es deficiente; si bien en el claustro se encuentran varios magistrados del Organismo Judicial, como Gustavo Bonilla y Manfredo Maldonado, o la fiscal general, Thelma Aldana, pocas veces son ellos los que dan los cursos y usualmente son los auxiliares los encargados de impartir las clases. La baja calidad de la educación ha hecho proliferar cursos de nivelación; la facultad misma, a través del decano, ofrece este tipo de cursos, que a diferencia de la matrícula, tienen costos elevados y pueden llegar hasta Q2,000 mensuales. Incluso a los estudiantes que habían colaborado con las autoridades en organizar a estudiantes en votaciones, en preparar cursos y otras tareas, se les dejaba pasar sus exámenes privados y graduarse sin dificultades.
En el 2000, la directiva de la Asociación de Estudiantes Universitarios y de la Asociación de Estudiantes de Derecho fue ganada por estudiantes vinculados a partidos políticos cercanos a militares. Los objetivos mudaron: las acciones eran guiadas por el interés personal y de puestos, y no por mejorar las condiciones del estudiantado. La Asociación de Estudiantes de Derecho quedó inhabilitada por un recurso de amparo y esa falta de oposición es la que le permite consolidar su fuerza en las instituciones donde se le pide su participación -como en las comisiones de postulación o en la Corte de Constitucionalidad- y desde allí defender los intereses de grupos ajenos a la Universidad, haciendo que la Facultad de Derecho perdiera su relevancia y prestigio.

## Alumnos distinguidos
Un listado de los alumnos y profesores célebres de la Universidad se encuentra en: Anexo:Alumnos y profesores célebres de la Universidad de San Carlos de Guatemala.

## Sede

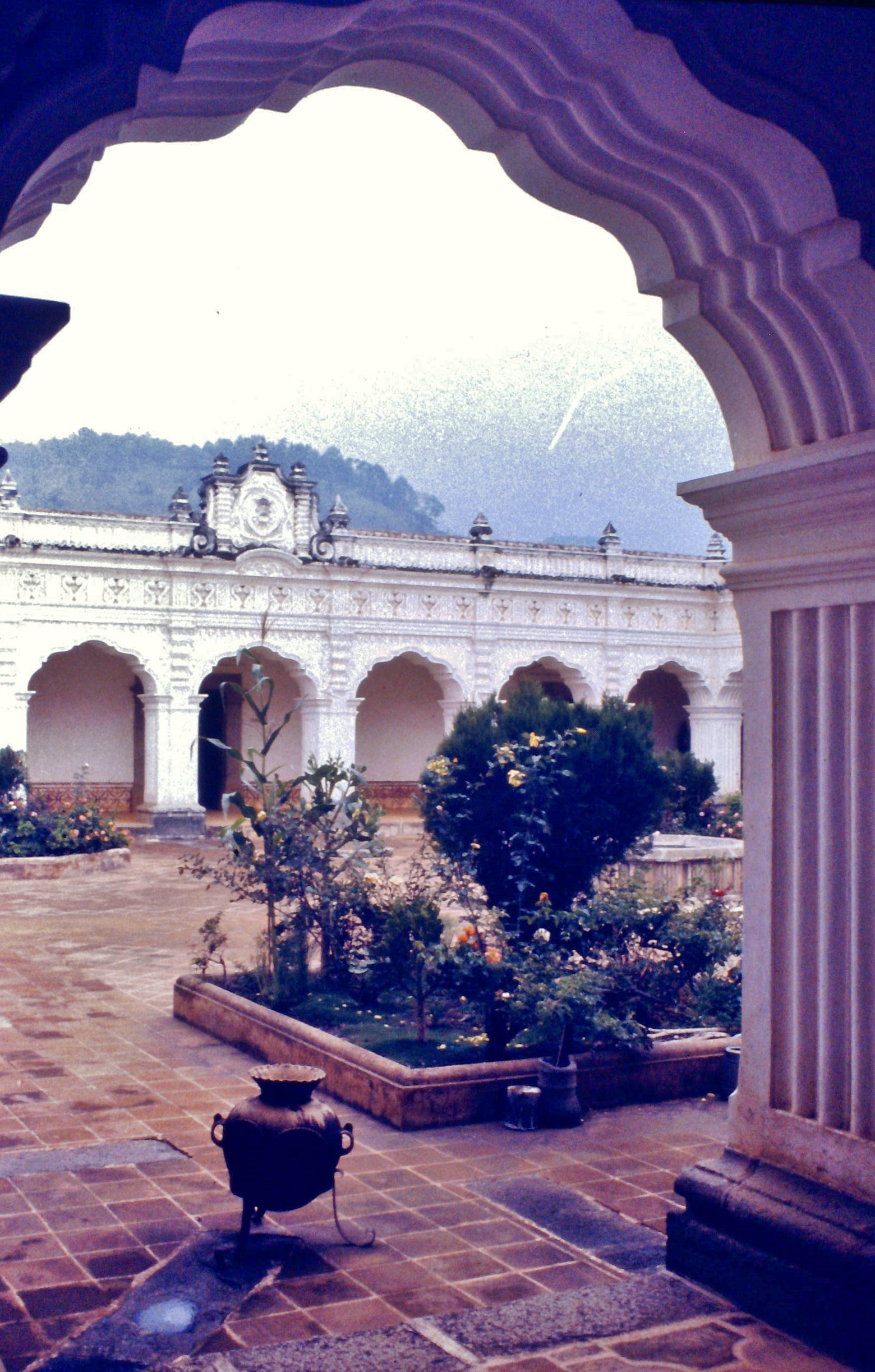
Edificio de la Universidad de San Carlos en la Antigua Guatemala.

A lo largo de la historia de la universidad, la facultad de ciencias jurídicas ha tenido diversas sedes:
- Inicialmente en el Colegio de Santo Tomás la Ciudad de Santiago de los Caballeros, desde sus inicios hasta 1763.
- En la casa de Alcántara, desde 1763 hasta su traslado en 1777 a la Nueva Guatemala de la Asunción luego de los terremotos de Santa Marta.
- En el centro de la Ciudad de Guatemala, -llamado desde 1990 el Centro histórico- desde 1777 hasta 1973.[Nota 12]
- Campus Central de la Universidad de San Carlos, Zona 12 de la Ciudad de Guatemala en 1973. Sede Actual.

### Campus Central
La facultad se trasladó a la Ciudad Universitaria de la Usac en 1973, actualmente ocupa varios edificios de denominación S (nomenclatura usada en el campus para edificios de carreras Sociales).
- S-2 : Aulas puras, generalmente utilizado para los semestres más avanzados del área profesional.
- S-5: Aulas puras, Oficina de Postgrado.
- S-7: Edificio Administrativo.
- S-12: Es compartido con las facultades de Ingeniería y Ciencias Económicas durante los cambios de jornada, se utiliza como edificio de aulas puras, generalmente para el área básica y semestres intermedios del área profesional.

## Programa de estudios
| Grado académico | Descripción | Plan de estudios | Especializaciones |
| --------------- | --- | --- | --- |
| Licenciatura    | La facultad a nivel de grado desarrolla la Licenciatura en Ciencias Jurídicas con el título de Abogado y Notario               | El plan de estudios tiene una duración de cinco años con régimen semestral dividido en tres etapas: - Área Básica: durante el primer año - Área Profesional: del segundo al quinto año - Área Específica: incluida en el área profesional, es la pre - especialización | - Derecho Constitucional y Derechos Humanos. - Derecho Civil y Mercantil. - Derecho Penal. - Derecho del Trabajo. |
| Maestrías       | | | - Derecho constitucional - Derecho penal - Derecho mercantil - Derecho notarial - Derecho civil - Derecho internacional - Derechos humanos - Derecho tributario - Derecho en Género - Propiedad intelectual - Derecho indígena - Derecho ambiental - Derecho del Trabajo y la Seguridad Social - Criminología |
| Doctorado       | El nivel de doctorado no está orientado hacía ningún área específica, pues su énfasis es el estudio de las leyes como ciencia. | | Doctorado en Derecho |